# Mandato
Mandato (do latim mandatum, de mandare, composto por manus, 'mão' + dare, 'dar' : 'dar na mão', no sentido de confiar, encarregar, ordenar, mandar  ), em direito público, é a delegação conferida a determinadas pessoas, para que representem o povo nas instituições. Quem recebe o mandato é chamado 'mandatário'.
Por extensão, o termo designa também o período de exercício de um cargo eletivo.

## Exemplos de mandatários
- Presidente: mandatário de máxima expressão num país presidencialista;
- Primeiro-Ministro: nomeado pelo congresso, com mandato de até sete anos, como ocorre na França;
- Governador: eleito para um mandato de  cinco ou até sete anos conforme o país, para administrar um estado federado ou uma província;
- Senador: no sistema presidencialista, eleito segundo o sistema majoritário para um mandato definido em lei;
- Deputado estadual,  deputado federal, vereador: eleitos segundo o sistema proporcional para um mandato fixado em lei;
- Membros da Câmara dos Lordes e Câmara dos Comuns, na Inglaterra;
- Prefeitos ou representantes de Conselho;

Os mandatos de secretários e ministros do Executivo, presidentes e diretores de autarquias, fundações de direito público, empresas públicas,  empresas de economia mista e demais cargos públicos não eletivos podem ser revogados pelautoridade que os nomeou, ou seja, os titulares desses cargos são demissíveis  ad nutum.
Também os mandatos eletivos podem ser revogados, em situações excepcionais. No Brasil, existe previsão legal para a cassação do mandato de membros do parlamento federal, nas hipóteses previstas pela  Constituição Federal, artigo 54.